# تجمع بدو شزوة (الديس)

تعديل مصدري - تعديل

تجمع بدو شزوة هي إحدى قرى عزلة الديس بمديرية الديس التابعة لمحافظة حضرموت، بلغ تعداد سكانها 528 نسمة حسب تعداد اليمن لعام 2004.